# اندیس سنگ تزئینی وروق
سنگ تزئینی وروق یک اندیس مصالح ساختمانی است که در  استان قزوین قرار دارد و مادهٔ معدنی موجود در آن، سنگ تزئینی است.سنگ میزبان این اندیس سنگ آهک سازند قم است و دیرینگی آن به دوران الیگومیوسن می‌رسد.